# 호커 타이푼
호커 타이푼(Hawker Typhoon)은 2차대전 시기에 영국 공군과 캐나다 공군이 사용한 전투폭격기이다.

## 같이 보기
- 호커 허리케인
- 포케불프 Fw 190
- P-47 선더볼트
- 보우트 F4U 콜세어